# Luiz Bazzoni
Luiz Bazzoni (Belo Horizonte, 3 de setembro de 1914 – 3 de setembro de 2002), foi um futebolista brasileiro que atuava como atacante.

## Carreira
Iniciou a carreira de jogador no Atlético Mineiro em 1935, clube pelo qual foi campeão estadual em 1936 e da Copa dos Campeões Estaduais em 1937. Pelo clube, marcou 28 gols em 59 partidas, até 1938.
Bazzani se transferiu para o Santos em 1938, ficando até o ano seguinte.
Em 1940, chegou ao São Paulo, estreando em 3 de março daquele ano, que sofreria com lesões. Pelo clube, fez 73 jogos, marcou 36 gols e também foi campeão estadual, em 1943, o primeiro da história do clube.
Retornou ao Atlético Mineiro em 1944.

### Títulos
Atlético Mineiro
- Campeonato Mineiro: 1936
- Copa dos Campeões Estaduais: 1937

São Paulo
- Campeonato Paulista: 1943